# Frank Coppola
Frank Coppola, all'anagrafe Francesco Paolo Coppola, noto anche come Frank Tre Dita in inglese Frank Three Fingers, (Partinico, 6 ottobre 1899 – Aprilia, 26 aprile 1982), è stato un mafioso italiano legato a Cosa Nostra americana e siciliana.

## Biografia
Nasce a Partinico nel 1899. Nel 1926 emigrò clandestinamente negli Stati Uniti e si stabilì a Detroit. Fece il manovale e poi il venditore di frutta e verdura. Salì i gradini della carriera criminale, fino a giungere ai vertici del potere. Lo chiamavano Frank Tre Dita perché gliene mancavano due, l'anulare e il mignolo sinistri. Le dita gli erano rimaste infilate dentro lo sportello di una cassaforte durante una rapina e aveva dovuto mozzarle con un coltello prima che arrivasse la polizia. 

Riguardo alla perdita delle dita, affermò nel 1971 alla Commissione Antimafia che:
È stato un importante distillatore clandestino di alcol durante il proibizionismo ed anche un trafficante di droga con forti legami con le famiglie della mafia di Detroit e Saint Louis. Le sue attività lo portarono molto presto ad essere inserito nella lista dei criminali indesiderati dell'FBI.
Nel 1950 venne espulso dagli Stati Uniti perché dichiarato "indesiderabile" e si stabilì a Tor San Lorenzo, vicino a Roma, dove investì tutto il denaro accumulato nell'acquisto di immobili e terreni, su cui avviò una vasta speculazione edilizia. Solo nella capitale possedeva 750 appartamenti. In Italia continuò le sue attività, occupandosi apparentemente di affari puliti ed intrattenne rapporti con noti parlamentari, come Vittorio Emanuele Orlando e Giovanni Palazzolo, circostanza denunciata dal senatore comunista Girolamo Li Causi durante una seduta del Senato della Repubblica il 14 ottobre 1952. Ma secondo le autorità giudiziarie era al centro d'un gigantesco traffico di droga. Infatti nel 1952 fu protagonista di uno dei primi arresti per droga in Italia perché destinatario di un baule carico di eroina partito dalla Sicilia. Per quell'episodio riportò una condanna a due anni di reclusione. Nel corso degli anni '50, il suo nome venne anche accostato al celebre scandalo Montesi perché il cadavere della giovane Wilma Montesi fu trovato in una spiaggia a pochi chilometri dalla villa di Coppola a Pomezia e la stampa dell'epoca avanzò l'ipotesi che la ragazza sarebbe morta nel corso di orge a base di droga.
Nel 1965, Coppola venne arrestato assieme ad altri 17 mafiosi siciliani ed italo-americani per traffico di stupefacenti dal giudice istruttore Aldo Vigneri ma tutti gli imputati verranno assolti per insufficienza di prove nel 1968. Denunciato nuovamente nel 1971 insieme ad altri 113 boss della cosiddetta «nuova mafia» (Bontate, Badalamenti, Liggio, Buscetta ed altri), il nome di Frank Coppola fu al centro di alcuni scandali che furono oggetto d'inchiesta da parte della Commissione parlamentare antimafia durante la V e la VI Legislatura, come l'accusa di aver favorito la misteriosa fuga di Luciano Leggio da una clinica romana nel 1969 e il trasferimento del boss mafioso Natale Rimi come impiegato alla Regione Lazio nel 1971, nonché lo scandalo emerso nel 1974 riguardante la «ballata delle bobine» contenenti le intercettazioni delle telefonate di Coppola che risultarono cancellate in alcune parti, forse per eliminare riferimenti a personalità politiche. Coppola accusò il questore Angelo Mangano (di cui era stato confidente) di aver manomesso le bobine in cambio di denaro ma risultarono invece le responsabilità del procuratore generale di Roma, Carmelo Spagnuolo, che sarebbe stato corrotto dalla stesso Coppola. Fu inoltre processato come mandante del fallito attentato al questore Mangano avvenuto nel 1973 ma assolto da ogni addebito dalla Corte d'assise di Firenze nel 1975. La relazione finale della Commissione antimafia redatta dal senatore Luigi Carraro e resa nota nel 1976 lo indicò come principale responsabile dell'infiltrazione mafiosa nel Lazio.
Secondo alcune fonti, pare che Coppola fosse il padre naturale del boss milanese Francis Turatello, che fu suo braccio destro. Suo nipote, il parroco Agostino Coppola, fu coinvolto in diversi sequestri di persona compiuti da Liggio e nel 1974 celebrò il matrimonio clandestino tra Totò Riina e Ninetta Bagarella. 
Nell'ultimo periodo di vita, a causa delle cattive condizioni di salute, Frank Coppola era ricoverato da oltre un anno in una clinica di Aprilia. Muore il 26 aprile 1982.